# Manuel de Aráoz Herrasti
Manuel de Aráoz Herrasti (nacido en 1920) es un ex embajador de México.
Manuel de Aráoz Herrasti estudió arquitectura. En julio de 1952, Manuel de Aráoz Herrasti fue encargado de negocios en Praga e informó sobre la cobertura de prensa en Checoslovaquia de las elecciones presidenciales de México en 1952. De 1952 a 1961, fue Secretario de Tercera Clase en las Naciones Unidas en Viena. Del 24 de diciembre de 1966 al 1 de diciembre de 1972, fue embajador ante el gobierno de Gamal Abdel Nasser y Anwar as-Sadat en Egipto. Con sede en El Cairo, también estuvo acreditado como embajador ante los gobiernos de Arabia Saudí y Argelia. En 1974 fue condecorado con una medalla por el gobierno británico.
| Predecesor: Federico Antonio Mariscal Abascal | Encargado de negocios de México en Praga Del 27 de marzo al 22 de julio de 1952       | Sucesor: Jesús Vidales Marroquín        |
| Predecesor: Alejandro Carrillo Marcor         | Embajador de México en El Cairo Del 24 de diciembre de 1966 al 1 de diciembre de 1972 | Sucesor: Celso Humberto Delgado Ramírez |
| Predecesor: Eduardo Espinosa y Prieto         | Embajador de México en Argel Del 23 de agosto de 1968 al 6 de marzo de 1973           | Sucesor: Celso Humberto Delgado Ramírez |
| Predecesor: Eduardo Espinosa y Prieto         | Embajador de México en Riad Del 8 de julio de 1968 al 1 de diciembre de 1972          | Sucesor: Francisco Apodaca y Osuna      |

## Evidencia individual
1. ↑  http://www.publicaciones.cucsh.udg.mx/pperiod/estsoc/pdf/estsoc_6/14.pdf